# 고암면
고암면(高岩面)는 대한민국 경상남도 창녕군의 면이다. 넓이는 44.45km2이고, 인구는 2011년초 기준으로 2,001명이다.

## 연혁
- 신라시대 : 하주의 일부에 속함
- 고려시대 : 고려 태조 때 창녕군의 일부에 속하였고, 현종때 밀성군(현 밀양시)에 편입됨
- 조선시대 : 조선 태조 때 창녕군에 편입되면서 서부지역은 고암면, 동부지역은 월미면으로분리됨
- 1914년 3월 1일 : 고암면과 월미면을 통합하여 지금의 이름인 고암면으로 됨[1]

## 행정 구역
- 중대리
- 대암리
- 감리
- 간상리
- 계상리
- 억만리
- 원촌리
- 우천리